# Yender Herrera
Yender Yoscan Herrera Toledo (* 18. Oktober 1991 in Maracay) ist ein venezolanischer Fußballschiedsrichter.
Herrera ist seit Februar 2018 Schiedsrichter in der venezolanischen Primera División und hat in dieser bereits über 100 Partien geleitet.
Seit 2017 steht er auf der Liste der FIFA-Schiedsrichter und leitet internationale Fußballspiele, unter anderem wird er regelmäßig in der Copa Libertadores und der Copa Sudamericana eingesetzt. Zudem war er Unterstützungsschiedsrichter bei der U-20-Weltmeisterschaft 2023 in Argentinien.